# Дружба (футбольний клуб, Майкоп)

старий логотип клубу

«Дружба» (рос. Футбольный клуб «Дружба» Майкоп) — професіональний російський футбольний клуб з Майкопа, заснований у 1963 році. 

## Хронологія назв
- 1963—1968 — «Урожай»
- З 1968 — «Дружба»

## Історія
Ще в 1938 році в кубку СРСР Майкоп представляв колектив «М'ясокомбінат». Заснований у 1963 році під назвою «Урожай», того ж року команда дебютувала в 3-й групі класу Б чемпіонату СРСР. У 1968 році команда змінила назву на «Дружбу» (Майкоп), а наступного року у фінальному турнірі стала чемпіоном РРФСР. Однак по завершенні того сезону відбулася реорганізація футбольних ліг СРСР і «Дружба» продовжувала виступи в тому ж дивізіоні, який змінив назву на Друга ліга. На цьому рівні клуб з Майкопу виступав до 1991 року. 
З 1992 року протягом 7 сезонів команда виступала в Першій лізі. У той час складі «Дружби» виступало багато гравців «Динамо» (Сухумі), в тому числі й Руслан Аджинджал та Геннаді Тимофеєв. У сезоні 1992/93 розіграшу Кубка Росії футболісти з Адигеї дійшли до півфіналу, де програли столичному «Торпедо», майбутньому володарю трофея. У 1999 році клуб вилетів у другу лігу, групи «Південь». У сезоні 2015/16 років, посів останнє місце в зоні «Південь», але на сезон 2016/17 років залишився в другій лізі, в зв'язку з недозаявкою з фінансових причин деяких клубів.

## Досягнення
- Чемпіонат РРФСР
  -  Чемпіон (1): 1969

- Кубок СРСР
  - 1/64 фіналу (1): 1938

- Перша ліга Росії
  - 4-е місце (1): 1992

- Кубок Росії
  - 1/2 фіналу (1): 1993

## Рекордсмени клубу
Найбільша кількість зіграних матчів за клуб (2 дивізіон)
- Олексій Філіппов — 438
- Андрій Попов — 256
- Валерій Шипилов — 252

Найбільша кількість забитих м'ячів за клуб (2 дивізіон)
- Андрій Попов — 88
- Михайло Суршаков — 41
- Володимир Сєров — 36

## Статистика виступів

### У чемпіонатах СРСР
| Сезон | Ліга                                       | Місце | Примітки                         |
| ----- | ------------------------------------------ | ----- | -------------------------------- |
| 1963  | Клас «Б» СРСР, РРФСР, зона 3               | 12    |                                  |
| 1964  | Клас «Б» СРСР, РРФСР, зона 4               | 17    |                                  |
| 1965  | Клас «Б» СРСР, РРФСР, зона 4               | 7     |                                  |
| 1966  | Клас «Б» СРСР, РРФСР, зона 4               | 10    |                                  |
| 1967  | Клас «Б» СРСР, РРФСР, зона 4               | 9     |                                  |
| 1968  | Клас «Б» СРСР, РРФСР, зона 4               | 1     |                                  |
| 1968  | Клас «Б» СРСР, РРФСР, Півфінал П'ятигорськ | 2     |                                  |
| 1969  | Клас «Б» СРСР, РРФСР, зона 4               | 1     |                                  |
| 1969  | Клас «Б» СРСР, РРФСР, Півфінал Майкоп      | 1     |                                  |
| 1969  | Клас «Б» СРСР, РРФСР, Фінал Майкоп         | 1     | Перехід до другої групи «А» СРСР |
| 1970  | Друга група «А» СРСР, зона 2               | 11    |                                  |
| 1971  | Друга ліга СРСР, зона 2                    | 2     |                                  |
| 1972  | Друга ліга СРСР, зона 3                    | 7     |                                  |
| 1973  | Друга ліга СРСР, зона 3                    | 3     |                                  |
| 1974  | Друга ліга СРСР, зона 4                    | 5     |                                  |
| 1975  | Друга ліга СРСР, зона 3                    | 4     |                                  |
| 1976  | Друга ліга СРСР, зона 4                    | 11    |                                  |
| 1977  | Друга ліга СРСР, зона 4                    | 11    |                                  |
| 1978  | Друга ліга СРСР, зона 3                    | 6     |                                  |
| 1979  | Друга ліга СРСР, зона 3                    | 13    |                                  |
| 1980  | Друга ліга СРСР, зона 3                    | 11    |                                  |
| 1981  | Друга ліга СРСР, зона 3                    | 12    |                                  |
| 1982  | Друга ліга СРСР, зона 3                    | 10    |                                  |
| 1983  | Друга ліга СРСР, зона 3                    | 15    |                                  |
| 1984  | Друга ліга СРСР, зона 3                    | 12    |                                  |
| 1985  | Друга ліга СРСР, зона 3                    | 7     |                                  |
| 1986  | Друга ліга СРСР, зона 3                    | 2     |                                  |
| 1987  | Друга ліга СРСР, зона 3                    | 5     |                                  |
| 1988  | Друга ліга СРСР, зона 3                    | 4     |                                  |
| 1989  | Друга ліга СРСР, зона 3                    | 5     |                                  |
| 1990  | Друга ліга СРСР, зона «Центр»              | 7     |                                  |
| 1991  | Друга ліга СРСР, зона «Центр»              | 15    |                                  |

### У кубках СРСР
| Сезон   | Стадія | Примітки                                         |
| ------- | ------ | ------------------------------------------------ |
| 1963    | 1/1024 | Кубок СРСР, РРФСР, зона 3                        |
| 1964    | 1/512  | Кубок СРСР, РРФСР, зона 4                        |
| 1965/66 | 1/1024 | Кубок СРСР, РРФСР, зона 4                        |
| 1966/67 | 1/512  | Кубок СРСР, РРФСР, зона 4                        |
| 1967/68 | 1/2048 | Кубок СРСР, РРФСР, зона 4                        |
| 1968/69 | 1/2    | Кубок СРСР, РРФСР, зона 3                        |
| 1970    | 1/64   | Кубок СРСР, РРФСР, зона 2 другої групи класу «А» |
| 1987/88 | 1/16   | Кубок СРСР                                       |
| 1988/89 | 1/16   | Кубок СРСР                                       |
| 1989/90 | 1/64   | Кубок СРСР                                       |
| 1991/92 | 1/32   | Кубок СРСР                                       |

### У чемпіонатах Росії
| Сезон   | Ліга                                           | Місце | Примітки                       |
| ------- | ---------------------------------------------- | ----- | ------------------------------ |
| 1992    | Перша ліга, зона «Захід»                       | 4     |                                |
| 1993    | Перша ліга, зона «Захід»                       | 7     |                                |
| 1994    | Перша ліга                                     | 8     |                                |
| 1995    | Перша ліга                                     | 18    |                                |
| 1996    | Перша ліга                                     | 16    |                                |
| 1997    | Перша ліга                                     | 15    |                                |
| 1998    | Перший дивізіон                                | 18    | Вибування до Другого дивізіону |
| 1999    | Другий дивізіон, зона «Південь»                | 5     |                                |
| 2000    | Другий дивізіон, зона «Південь»                | 4     |                                |
| 2001    | Другий дивізіон, зона «Південь»                | 11    |                                |
| 2002    | Другий дивізіон, зона «Південь»                | 8     |                                |
| 2003    | Другий дивізіон, зона «Південь»                | 11    |                                |
| 2004    | Другий дивізіон, зона «Південь»                | 12    |                                |
| 2005    | Другий дивізіон, зона «Південь»                | 9     |                                |
| 2006    | Другий дивізіон, зона «Південь»                | 11    |                                |
| 2007    | Другий дивізіон, зона «Південь»                | 5     |                                |
| 2008    | Другий дивізіон, зона «Південь»                | 10    |                                |
| 2009    | Другий дивізіон, зона «Південь»                | 11    |                                |
| 2010    | Другий дивізіон, зона «Південь»                | 9     |                                |
| 2011/12 | Другий дивізіон, зона «Південь»                | 12    |                                |
| 2012/13 | Другий дивізіон, зона «Південь»                | 13    |                                |
| 2013/14 | Другий дивізіон, зона «Південь»                | 15    |                                |
| 2014/15 | Другий дивізіон, зона «Південь» 1 етап група 1 | 6     |                                |
| 2014/15 | Другий дивізіон, зона «Південь» 2 етап група А | 10    |                                |

### У кубках Росії
| Сезон   | Стадія |
| ------- | ------ |
| 1992/93 | 1/2    |
| 1993/94 | 1/32   |
| 1994/95 | 1/64   |
| 1995/96 | 1/64   |
| 1996/97 | 1/16   |
| 1997/98 | 1/32   |
| 1998/99 | 1/16   |
| 1999/00 | 1/32   |
| 2000/01 | 1/512  |
| 2001/02 | 1/256  |
| 2002/03 | 1/64   |
| 2003/04 | 1/256  |
| 2004/05 | 1/256  |
| 2005/06 | 1/128  |
| 2006/07 | 1/128  |
| 2007/08 | 1/256  |
| 2008/09 | 1/256  |
| 2009/10 | 1/256  |
| 2010/11 | 1/256  |
| 2011/12 | 1/256  |
| 2012/13 | 1/128  |
| 2013/14 | 1/256  |
| 2014/15 | 1/64   |

## Фарм-клуб
Дублюючий склад клубу протягом двох сезонів — 1995 і 1996 років (під назвами «Дружба»-д і «Комунальник-Дружба»-Д, відповідно) виступав на професіональному рівні серед команд майстрів у третій лізі.

## Відомі гравці
- Беслан Аджинджал
- Віталій Брегвадзе
- Софербій Єшугов
- Ігор Куліш
- Леонід Лампасов
- Георгій Махіборода
- Адам Натхо
- Володимир Щегловський
- Костянтин Лепьохін